# Daniel Vighi
Daniel Vighi (n. 9 octombrie 1956, Lipova, județul Arad – d. 26 noiembrie 2022, Timișoara) a fost un prozator, eseist și publicist român. El face parte din pleiada de prozatori postmoderni ai generației optzeciste. Majoritatea acestora au debutat în cenaclul „Junimea” condus de Ovid S. Crohmălniceanu și în volumul antologic al prozei optzeciste, Desant'83, dar există și autori care au ilustrat aceeași orientare literară și sunt considerați pe drept cuvânt optzeciști dar s-au format în alte localități decât Bucureștiul,  au activat în alte cenacluri decât cele menționate și nu au publicat texte în volumul Desant '83, Daniel Vighi numărându-se printre ei.

## Biografie
Prozatorul a absolvit în 1980 Facultatea de Filologie a Universității din Timișoara. În decembrie 1989 a participat la mișcările de protest de la Timișoara care au declanșat revoluția anticomunistă. În prezent este profesor conferențiar doctor la Catedra de literatură română și comparată a Facultății de Litere a Universității de Vest din Timișoara. 

## Debut
A debutat în anul 1985 cu volumul de proză scurtă Povestiri cu strada Depozitului.

### Activitate literară și film
Proiectul epic în documentarele artistice Pubi și Fiameta realizat de studioul de film Film and Go.Documentarul artistic Boema de Timișoara (producție TVR Timișoara) care a cîștigat un premiu de film documentar în Slovenia și a fost nominalizat la un festival de film documentar la Paris. 
Bursă internațională de cercetare și creație 2002-2003 -  Akademie Schloss Solitude – Stuttgart cu lecturi și prelegeri în Stuttgart, Frankfurt, Esslingen.
Editarea unei cărți experiment grafic (Viorel Marineasa, Daniel Vighi, Fahrplan für die sixties, Editions Solitude 2003, Stuttgart) cu o completare a unui CD pe o aplicație de tip video-instalație realizat în colaborare cu artistii plastici Nathalie Wolff (Paris) și Anna Konnik (Varșovia). 
Organizarea Atelierului internațional artă plastică și literatură SOS PRIN ARTA. CASTELE DE PE VALEA MUREȘULUI, cu participarea unor artiști plastici din Franța, Germania și scriitori din România.

## Volume publicate
- Însemnare despre anii din urmă, (roman) Editura Cartea românească, 1989.
- Rusalii ‘51. Fragmente din deportarea în Bărăgan, monografie de istorie contemporană, Timișoara, Editura Marineasa (în colab. cu Viorel Marineasa), 1994.
- Joseph de Maistre, Istorie și masonerie, selecție de texte, studiu introductiv și notă biobliografică, Timișoara, Editura Amarcord, 1995.
- Valahia de mucava, (eseu), Timișoara, Editura Amarcord, 1996 .
- Deportarea în Bărăgan. Destine - documente - reportaje, continuarea monografiei din 1994, ( în colab. cu Viorel Marineasa și Valentin Sămânță),  Timișoara, Editura Mirton, 1996.
- Studiul Europa de nicăieri în Gabriel Andreescu, Naționaliști, antinaționaliști... (O polemică în publicistica românească cu Alexandru Paleologu, Fey Laszlo, Daniel Vighi, Liviu Andreescu, Laurențiu Ulici, Dan Oprescu), Editura Polirom, 1996.
- Studiul Scriitorii în revoluție - radiografia unei mentalități în volumul colectiv îngrijit de Romulus Rusan din colecția Biblioteca Sighet, O enigmă care împlinește șapte ani, Fundația Academia Civică, 1997.
- Zona: prozatori și poeți timișoreni din anii 80 și 90, Editura Marineasa, 1997.
- Decembrie, ora 10, (roman), Editura Albatros, 1997.
- Între hanger și sofa. Literatura în epoca veche românească, (curs universitar), Editura Marineasa, 1998
- Studiul Vezi ce e de văzut? în volumul Carte cu Ion Dumitriu. O viață de pictor, ediție îngrijită de Adrian Guță și Ion Bogdan Lefter, 1999, Editura Paralela ’45, pp. 407-409.
- Tentația Orientului (eseuri), Editura Paralela 45, 1998.
- Insula de vară, ( roman), Editura Polirom, 1999
- Studiul Fenomenul deportării – privire retrospectivă în volumul Anii 1949-1953. Mecanismele terorii, seria Analele Sighet, * Fundația Academia civică, 1999.
- Apocalipsa 9, (proză scurtă), Editura Paralela 45, 1999.
- Literatura în epoca veche românească. Teme fundamentale (curs universitar cu antologie de texte pentru seminar), Editura Brumar, 1999.
- Sorin Titel – monografie critică, antologie comentată, receptare critică, colecția CANON, serie coordonată de Alexandru Cistelecan, Editura Aula, 2000.
- Prelegeri de literatură română, (curs universitar), Editura Universității de Vest, 2001
- Fals tratat de conviețuire, (proză, reportaj în colab. cu Alexandru Vlad, Andras Viszky) Editura Dacia 2002.
- Fahrplan für die sixties, Edition Solitude, Stuttgart, 2003.
- Lumea la 1848 ( sudii de istorie literară și imagologie), Editura Dacia, 2003.
- Personajul istoric în literatura pașoptistă, (istorie literară), Aula, 2003.
- Misterele castelului Solitude, (roman), Editura Polirom, 2005.
- Dagherotipuri, proza scurtă în manualul de literatură română, clasa a X-a,  Editura Niculescu, 2005.
- Cometa Hale-Bopp (roman) (Editura Polirom, 2007) [2]
- Onoarea și onorariul (studiu universitar) (Editura Cartea românească, 2007)[3]

## Volume colective
- Prima mea beție, coord. de Gabriel H. Decuble - Constantin Acosmei, Silviu Dancu, Gabriel H. Decuble, Șerban Foarță, Bogdan Ghiu, Mugur Grosu, Florin Iaru, Augustin Ioan, V. Leac, Mitoș Micleușanu, Matei Pleșu, Johnny Răducanu, Robert Șerban, Iulian Tănase, Mihail Vakulovski, Radu Vancu, Constantin Vică, Daniel Vighi; Ed. Art, 2009;

## Antologii
Este prezent în antologiile Competiția continuă. Generația 80 în texte teoretice (Editura Vlasie, 1994; ediția a II-a, Editura Paralela 45, 1998) și Generația 80 în proza scurtă (Editura Paralela 45, 1998).Westwärts im Orientexpress – Rumäniens Literatur Unterwegs, “Neue Literatur”, Frankfurt, 1/1998, Romanian writers of the ’80s and ’90s, Editura Paralela 45, 1999,17.	* * * Romanian Fiction of the ‘80s and ‘90s  /antologie/, Editura Paralela 45, 1999, Zwei Geschichten, “Lichtungen”, Zeitschrift fur Literatur, Kunst und Zeitkritik, Graz, 81/XXI, Jg./2000 Az epitestol a leepitesig es vissza, “Beszelo”, 9-10, Budapest, 2000
Nyúlt a nyaka, mintha vakon keresne valamit, talán levegöt, “Tiszatáj” , Szeged,  aug., nr. 8, 2001
Luftmusik – über die Äolsharfe, Edition Solitude – Edition totale eclipse, Stuttgart, 2003	
Passauer Pegassus, Zeitschrift fur Literatur, Passau.

### Afilieri
Este membru al Uniunii Scriitorilor din România și al Asociației Scriitorilor Profesioniști din România, ASPRO, membru fondator al Societății Timișoara, al Alianței Civice și a fost membru al Partidului Alianței Civice. 
Coautor și semnatar al Memorandumului pentru construcția regională a României, 2001, președinte al Atelierului civic Ariergarda, Timișoara. 

## Premii
- 1985, Premiul de debut al Uniunii Scriitorilor (Povestiri cu strada Depozitului)
- 1994, Premiul Asociației Scriitorilor, filiala Timișoara [Rusalii ‘51. Fragmente din deportarea în Bărăgan, (în colab. cu Viorel Marineasa)]
- 1996, Premiul ASPRO (Valahia de mucava)
- 1996, Premiul  revistei „Tomis” și al Asociației Scriitorilor din Dobrogea [Deportarea în Bărăgan. Destine - documente - reportaje,   ( în colab. cu Viorel Marineasa și Valentin Sămânță)]
- 1997, Premiul ASPRO, premiul Asociației Scriitorilor, filiala Timișoara (Decembrie, ora 10)
- 1999, Premiul revistei “Familia” (Oradea) și al revistei “Euphorion” (Sibiu), (Insula de vară)
- 2004, Diplomă de excelență pentru întreaga activitate și promovarea imaginii Timișoarei, nr. 50, 2004
- 2005, Premiul pentru literatură, Fundația Principesa Margareta
- 2016: Premiul pentru proză Observator cultural ex-aequo pentru romanele Trilogia Corso și Solenoid de Mircea Cărtărescu.